# Rudy Molard
Rudy Molard (Gleizé, Ródano, Ródano-Alpes, 17 de septiembre de 1989) es un ciclista profesional francés. Desde 2017 corre en el equipo Groupama-FDJ.

## Palmarés
2011 (como amateur)
- 1 etapa de la Toscana-Terra di ciclismo-Coppa delle Nazioni

2015
- 1 etapa del Tour de Limousin

2018
- 1 etapa de la París-Niza[1]

2021
- 2.º en el Campeonato de Francia en Ruta

2023
- 2.º en el Campeonato de Francia en Ruta

## Resultados en Grandes Vueltas y Campeonatos del Mundo
| Carrera         | Carrera         | 2012  | 2013 | 2014 | 2015 | 2016 | 2017 | 2018 | 2019 | 2020 | 2021 | 2022 | 2023 | 2024 |
| --------------- | --------------- | ----- | ---- | ---- | ---- | ---- | ---- | ---- | ---- | ---- | ---- | ---- | ---- | ---- |
|                 | Giro de Italia  | —     | —    | —    | —    | —    | 44.º | —    | —    | —    | 37.º | —    | 69.º | —    |
|                 | Tour de Francia | —     | 73.º | 51.º | —    | —    | 36.º | 38.º | 33.º | 39.º | —    | —    | —    | —    |
|                 | Vuelta a España | 113.º | —    | —    | —    | 30.º | —    | 14.º | —    | —    | Ab.  | 31.º | 29.º | —    |
| Mundial en Ruta | Mundial en Ruta | —     | —    | —    | —    | —    | —    | 31.º | —    | 19.º | —    | —    | —    | 61.º |

—: no participa

Ab.: abandono

## Equipos
- Cofidis (2012-2016)
  - Cofidis, le Crédit en Ligne (2012)
  - Cofidis, Solutions Crédits (2013-2016)
- FDJ (2017-)
  - FDJ (2017-2018)
  - Groupama-FDJ (2018-)